# Bruno Bertotti
Bruno Bertotti (Mântua, 24 de dezembro de 1930 – Pavia, 20 de outubro de 2018) foi um físico italiano, professor emérito da Universidade de Pavia. Foi um dos últimos estudantes do físico Erwin Schrödinger.